# NGC 3514
NGC 3514 est une galaxie spirale intermédiaire située dans la constellation de la Coupe. NGC 3514 a été découverte par l'astronome britannique John Herschel en 1835.

## Caractéristiques
Sa vitesse par rapport au fond diffus cosmologique est de 4 222 ± 26 km/s, ce qui correspond à une distance de Hubble de 62,3 ± 4,4 Mpc (∼203 millions d'al).
La classe de luminosité de NGC 3514 est III et elle présente une large raie HI. Elle renferme également des régions d'hydrogène ionisé.